# Kållandsö

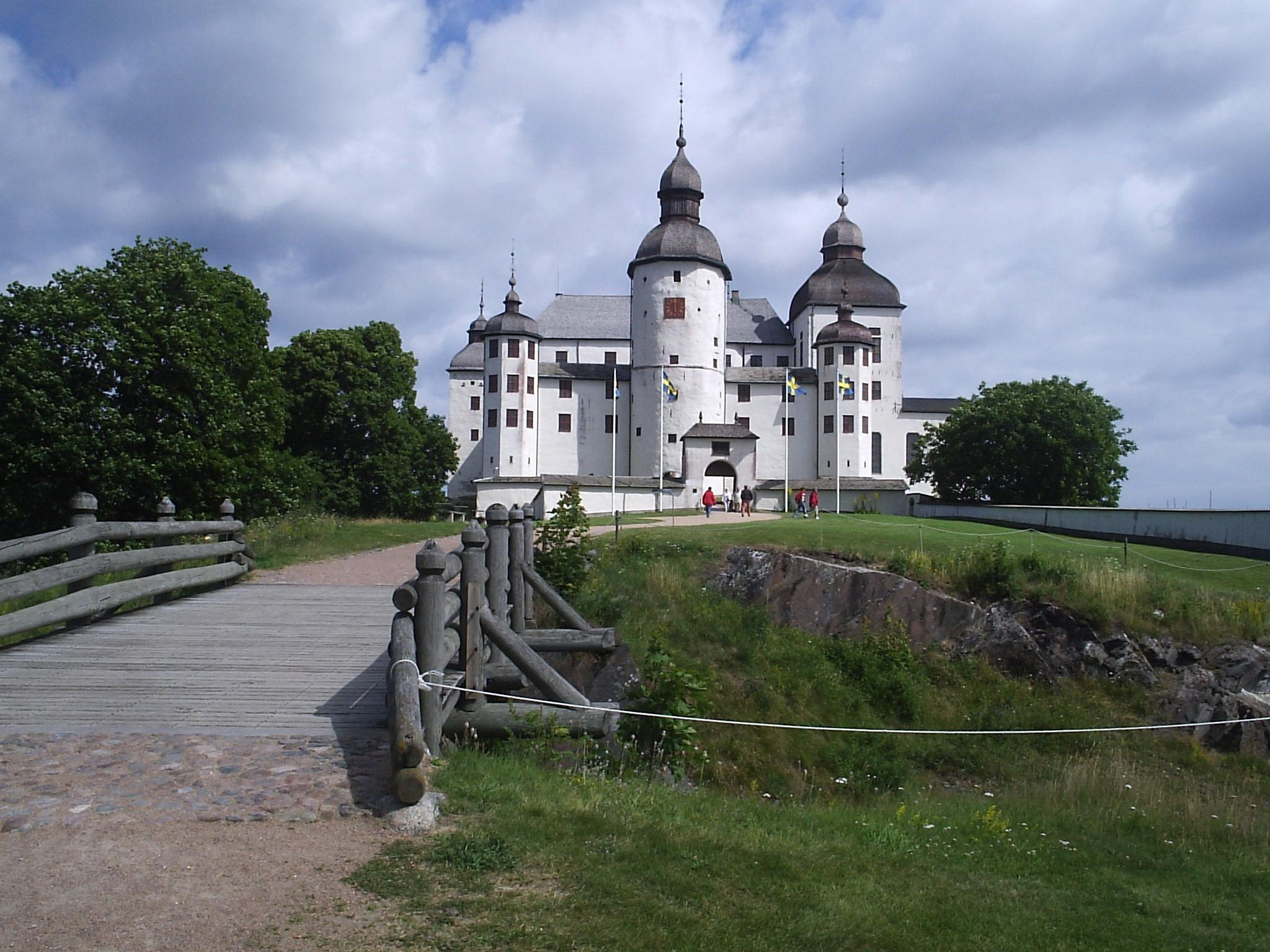
Het kasteel Läckö op Kållandsö.

Kållandsö is een eiland in het Vänermeer in Zweden. Het behoort tot de gemeente Lidköping. Het is met een oppervlakte van 56,78 vierkante kilometer het op een na grootste eiland in dit meer. Er wonen ongeveer 1100 mensen op het eiland volgens een telling in 2005. Op het eiland staat onder meer het kasteel Läckö. Brynolf Algotsson, bisschop van Skara van 1278 tot 1317, liet hier aan het einde van de dertiende eeuw een vesting bouwen, maar deze werd door een brand in 1420 verwoest, waarna op dezelfde plek een burcht werd gebouwd.